# Jan Kula

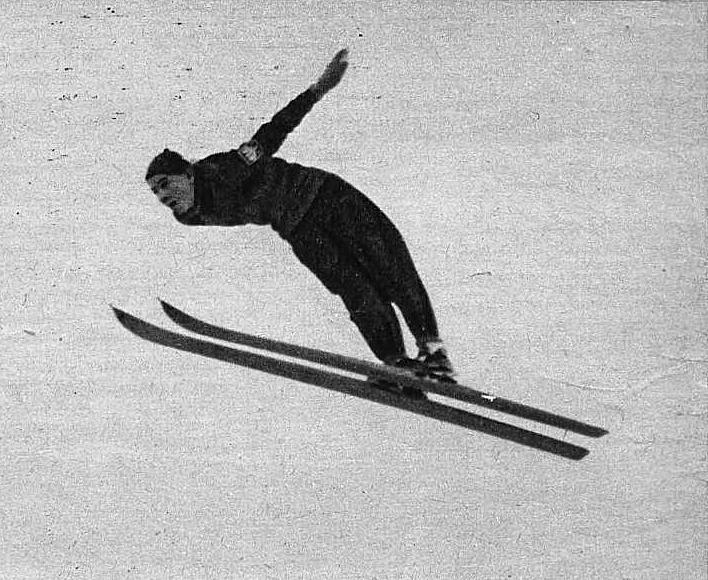
Jan Kula podczas skoku na 85 m podczas MŚ 1939

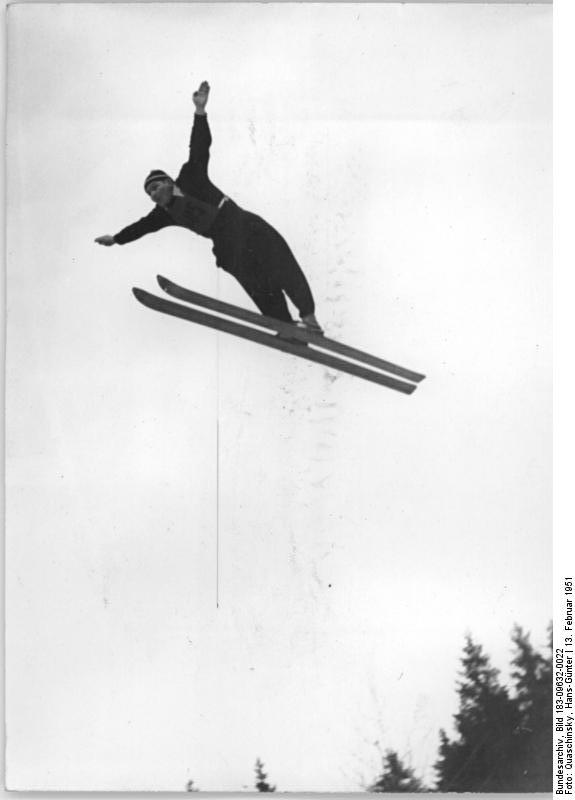
Jan Kula podczas skoku na zawodach w Oberhofie (1951)

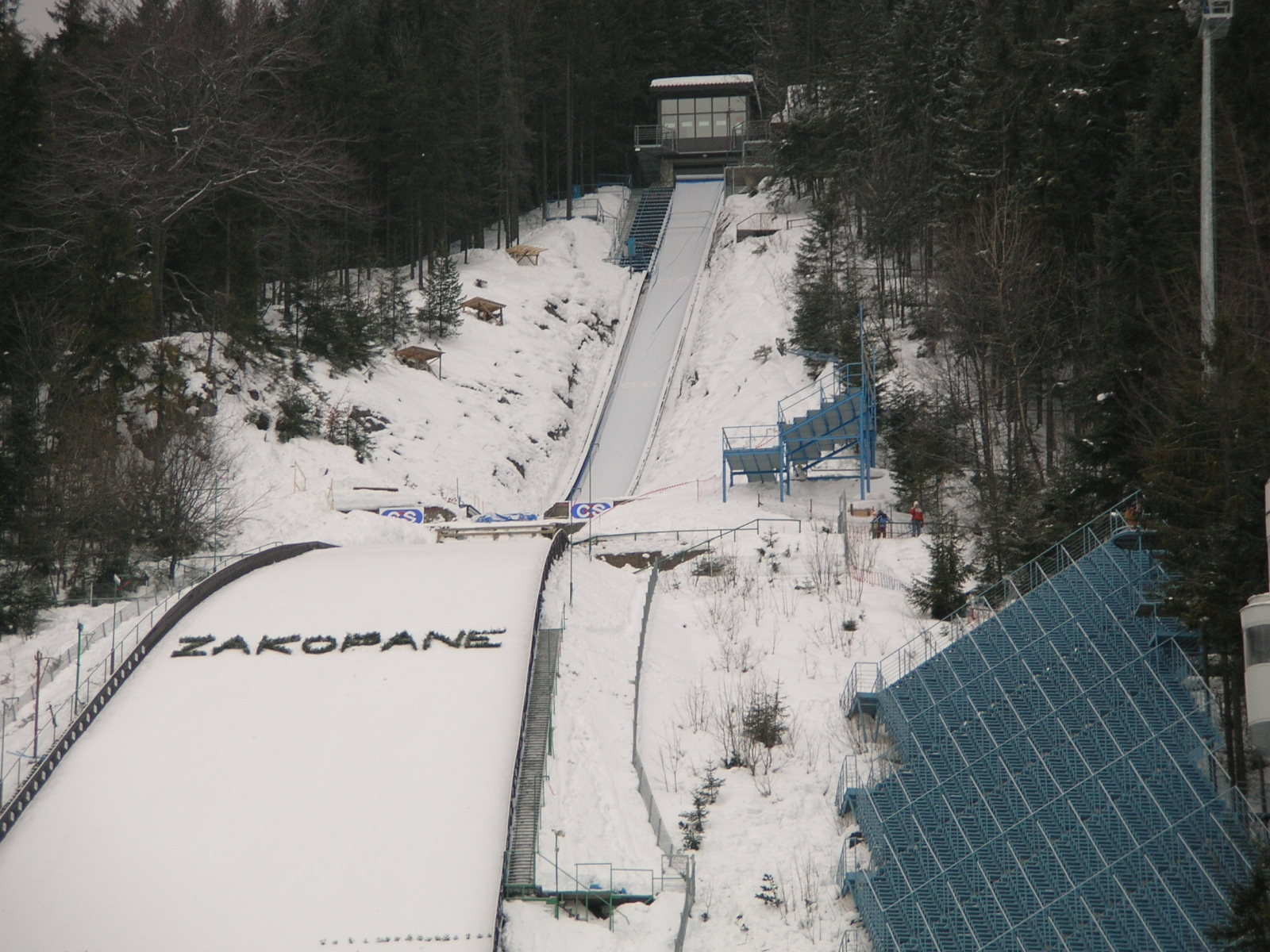
Obecny wygląd Wielkiej Krokwi, na której Jan Kula 19 lutego 1939 zajął 11. miejsce na mistrzostwach świata

Jan Kula (ur. 2 lutego 1922 w Zakopanem, zm. 6 kwietnia 1995 tamże) – polski skoczek narciarski, kombinator norweski, olimpijczyk, reprezentant Polski. Uważany za „estetę narciarskiego skoku”.
Absolwent średniej szkoły zawodowej. Żołnierz podczas II wojny światowej. Reprezentant Wisły Zakopane, SN PTT Zakopane i WKS Zakopane. Dwukrotny mistrz i czterokrotny wicemistrz Polski w skokach. Sześciokrotny zwycięzca konkursów skoków podczas Memoriału Bronisława Czecha i Heleny Marusarzówny. Nazywany „cudownym dzieckiem polskich skoków narciarskich”. Był żonaty, miał dwóch synów.

## Życiorys

### Przedwojenna kariera
Kula na nartach zaczął jeździć bardzo wcześnie. Zaczął karierę sportową od udziału w zawodach dla dzieci o nagrodę Kornela Makuszyńskiego. Uprawiał wiele konkurencji zimowych: zjazd, biegi i skoki. Na nartach skakał także jego brat Stanisław. Bracia skakali razem na skoczni usypanej ze śniegu na Wilczniku.

Tacy mali – gdy rozpędzają się na stoku rzeczywiście przypominają dwie malutkie staczające się ze zbocza kule – a tu kije jak na wielkoludów. Takie zrobił im tata – zakopiański stolarz pan Jakub Kula przemyślnie kombinując, że jak to chłopaki, co chwacko pną się wzwyż niczym powój, wkrótce dorosną do ojcowskiego dzieła.

W 1933 Kula, razem ze swoim rówieśnikiem, Józefem Danielem Krzeptowskim, oddał w tajemnicy swój pierwszy skok na Krokwi. Uzyskał odległość ok. 30 m. Jako 14-latek rozpoczął treningi z seniorami, m.in. ze Stanisławem i Andrzejem Marusarzami i Bronisławem Czechem. 27 lutego 1938 Jan Kula, reprezentujący barwy SN PTT Zakopane zwyciężył w konkursie skoków w Mistrzostwach Akademickich w podlwowskich Brzuchowicach.
Mistrzostwa świata FIS w 1939 odbywały się w Zakopanem. Jan Kula ukończył wtedy 17 lat i był najmłodszym skoczkiem zawodów. Na treningu po skoku na 79 metrów przewrócił się na zeskoku i połamał swoje norweskie narty. Dostał więc nowe od producenta skokówek, Stanisława Zubka, który dostarczył mu je na dwie godziny przed zawodami. W niedzielę, 19 lutego, przy słonecznej pogodzie i lekkim mrozie odbył się otwarty konkurs skoków. Kula znalazł się na 11. pozycji. Jego brat Stanisław także uplasował się w drugiej dziesiątce zawodów. Tego samego dnia, już po zakończeniu oficjalnego konkursu, Jan Kula skoczył na Krokwi 85,5 metra, co było nowym nieoficjalnym rekordem skoczni. Skakał nienagannie stylowo. Zdjęcie z jednym z jego skoków zostało wydrukowane i było sprzedawane jako karta pocztowa w zakopiańskich księgarniach. Otrzymał za to honorarium w wysokości dwóch złotych. Po mistrzostwach świata wziął udział w międzynarodowych zawodach w Feldbergu w Niemczech, gdzie pojawiła się w cała światowa czołówka. Kula oddał w konkursie dwa najdłuższe skoki: 77 m i 79 m i zajął drugie miejsce, pokonując mistrza świata z Zakopanego Seppa Bradla i wielu skoczków europejskich. Był szósty w biegu zjazdowym. Niemiecka prasa sportowa widziała w nim kandydata na przyszłego mistrza świata. W 1939 zdobył jeszcze srebrny medal mistrzostw Polski, przegrywając tylko ze Stanisławem Marusarzem. Do 1939 zdobył cztery tytuły mistrza Polski juniorów w skokach.

### Okres II wojny światowej
Po wybuchu wojny bracia Kulowie zostali kurierami tatrzańskimi na trasie z Zakopanego do Budapesztu. Gestapo zrewidowało ich mieszkanie w Zakopanem. Jan wyruszył razem z Zenonem Michalikiem i braćmi Wrześniakami, zdobywcami m.in. Zamarłej Turni, przez Tatry na nartach do Koszyc i Budapesztu. W marcu tą samą drogą ruszył jego brat Stanisław, który walczył potem pod Tobrukiem, Ankoną i w Brygadzie Karpackiej, wziął także udział w kampanii włoskiej i w bitwie o Monte Cassino.
Jan z Budapesztu, przez Split w Jugosławii dostał się do Francji, gdzie tworzono Armię Polską gen. Władysława Sikorskiego. Ze względu na niski wzrost nie został przyjęty do dywizjonów lotniczych, lecz do 2 Dywizji Strzelców Pieszych gen. Prugara-Ketlinga, do 4 Warszawskiego Pułku Strzelców Pieszych. Formacja ta odznaczyła się pod Belfort, Montbéliard, Pont-de-Roide, Maîche, Damprichard, Trévillers i, za męstwo na polu bitwy, starszy strzelec Jan Kula został odznaczony, rozkazem dowódcy francuskiego 45. Korpusu, orderem Croix de Guerre z Gwiazdą. Później, rozkazem Naczelnego Wodza gen. Sikorskiego, został udekorowany Krzyżem Walecznych. W czasie bitwy pod Montbéliard ostrzeliwał się z działka przeciwpancernego i został ranny. Odłamek z pocisku wbił się do prawej kości udowej. Koledzy znieśli go z pola bitwy i przekroczyli granicę francusko-szwajcarską. W Szwajcarii zostali internowani. Rana nogi okazała się na tyle groźna, że groziła mu amputacja.
Zimą 1941 Kula dostał przepustkę i pojechał na konkurs skoków do Arosy, gdzie startowała czołówka skoczków szwajcarskich i niemieckich. Konkurs wygrał Josef Bradl. Kula poszedł do organizatorów i poprosił o możliwość oddania skoku. Spiker zapowiedział, że Jan Kula z Polski chce pobić rekord skoczni, który wynosił 64 metry. Kula skoczył 67 m. Prosto spod skoczni wyjechał do obozu dla internowanych. Niemcy byli wściekli na Szwajcarów za dopuszczenie Polaka do zawodów. Niemiecka ambasada składała nawet oficjalne protesty. Stan nogi Kuli gwałtownie się pogorszył. Rana się nie goiła, założono gips, wdało się zapalenie szpiku kostnego i ponownie pojawiła się wizja amputacji nogi. Kula spędził w szwajcarskich szpitalach prawie 2,5 roku. Operował go znany szwajcarski chirurg prof. Baumann, wówczas jeden z najlepszych chirurgów europejskich. Kuli wycięto 22 cm mięśnia udowego. Po wyjściu ze szpitala zwyciężył w konkursach skoków w Arosie i Davos, oddając najdłuższe skoki, choć oficjalnie nie był klasyfikowany. W zawodach Parsenn Derby zajął 11. miejsce. Zwyciężył też w Megève skokiem na 77 metrów, ustanawiając nowy rekord skoczni. Prawa noga po zabiegach była 2 cm krótsza od zdrowej. Skakał więc w butach z prawie dwucentymetrową wkładką korkową.

### Powojenna kariera
21 lipca 1946 wrócił do Polski, przekraczając granicę w Dziedzicach. Ponownie zaczął reprezentować barwy zakopiańskiego SN PTT. Przed pierwszymi po wojnie narciarskimi mistrzostwami świata FIS najważniejszymi zawodami był „tydzień narciarstwa” zorganizowany przez Francuski Związek Narciarski w Chamonix w dniach 11–17 lutego 1947. Kula zajął w nim 6. miejsce w skokach. W tym samym roku został mistrzem Polski.
Jedynymi igrzyskami olimpijskimi w karierze Kuli był start w Zimowych Igrzyskach Olimpijskich 1948 w Sankt Moritz. Wystąpił tam jako Jerzy Kula, ponieważ pomylono jego imię w legitymacji olimpijczyka. W konkursie skoków uzyskał odległości 49 m i 59 m i z notą 184,5 pkt. uplasował się na 33. pozycji. W pierwszej serii skakał w śnieżnej zadymie.

W trudnych warunkach rodziła się reprezentacja polskich narciarzy. Kluby nie miały funduszy, a dotacje były bardzo skąpe. Obóz treningowy zorganizowano w Międzyborzu Żywieckim. Nie było niczego. Ani sienników, ani bielizny pościelowej, garnków, opału, nie mówiąc już o żywności. Na domiar młodsi zawodnicy nie byli przekonani o konieczności suchej zaprawy, nie doceniali gimnastyki i innych ćwiczeń. Co mniej zdyscyplinowani chcieli uciekać do domu. Ostatecznie organizatorzy przemieścili przedolimpijski letni obóz treningowy na lotnisko szybowcowe w Goleszowie. Koszty były mniejsze, warunki lepsze, ale w zamian trzeba było uczyć się pilotażu.

Po powrocie do kraju zdobył tytuł wicemistrza kraju w skokach. W zawodach o Puchar Tatr, w międzynarodowym konkursie skoków zajął 2. miejsce, podobnie jak w kombinacji. Rok później na MP w skokach wywalczył brąz. W 1950 zmienił klub, bowiem jego SN PTT został rozwiązany. Przeszedł wtedy, jak wielu innych zawodników, do CWKS Zakopane. Zdobył potem drugi złoty medal MP w skokach. W 1951 został wicemistrzem kraju w kombinacji, a rok później brązowym medalistą MP w skokach. W 1952 włączono go do polskiej ekipy olimpijskiej, która miała jechać na igrzyska w Oslo. Tuż przed odjazdem pociągu do Norwegii, razem z trzema innymi zawodnikami został wycofany z imprezy ze względów politycznych. W 1954 brał udział w konkursach z międzynarodową obsadą na Wzgórzach Leninowskich w Moskwie, w pierwszym z nich zajął 21. miejsce, w drugim konkursie, Mistrzostwach Moskwy, zajął 1. miejsce wśród skoczków zagranicznych. Wygrał też konkurs w Bańskiej Bystrzycy. W latach 1947–1954 Kula sześciokrotnie wygrywał konkursy skoków w Memoriale Bronisława Czecha i Heleny Marusarzówny, rywalizując ze Stanisławem Marusarzem. Bardzo emocjonowały one widzów i dziennikarzy, o czym świadczy m.in. tytuł artykułu w Przeglądzie Sportowym: Marusarzowi grozi Kula, za który jego autor, red. Edward Trojanowski, miał kłopoty natury politycznej. W latach 1953–1954 Kula dwukrotnie został wicemistrzem Polski w skokach. W sezonie 1956/1957 wziął udział w Turnieju Czterech Skoczni. W Oberstdorfie był 33., w Innsbrucku 43., w Garmisch-Partenkirchen 38., a w Bischofshofen 34.

### Po zakończeniu kariery
Skakał czynnie do 1960 roku. Po zakończeniu kariery sportowej zajął się modelarstwem, motoryzacją, wędkarstwem i wędrówkami górskimi. Prowadził też warsztat narciarski. W 1962 jako pierwszy oddał skok na przebudowanej Wielkiej Krokwi. Gdy Zakopane przygotowywało się do organizacji Mistrzostw Świata w Narciarstwie Klasycznym 1962 przyjechały do niego delegacje państw-uczestników zawodów. Podczas bankietu doszło do ostrej wymiany zdań na temat II wojny światowej między Kulą a Bradlem, który był przewodniczącym austriackiej delegacji. Polak uderzył Austriaka w twarz. Do roku 1981 pełnił funkcję sędziego narciarskiego, był też trenerem. Za swoje wybitne zasługi dla narciarstwa polskiego otrzymał tytuł Zasłużonego Mistrza Sportu, Zasłużonego dla Ruchu Olimpijskiego, ponadto odznaczono go Krzyżem Kawalerskim Orderu Odrodzenia Polski i Krzyżem Czynu Bojowego Polskich Sił Zbrojnych na Zachodzie (9 maja 1990). Zmarł 6 kwietnia 1995. Został pochowany na Nowym Cmentarzu w Zakopanem (kw. E5-3-1).

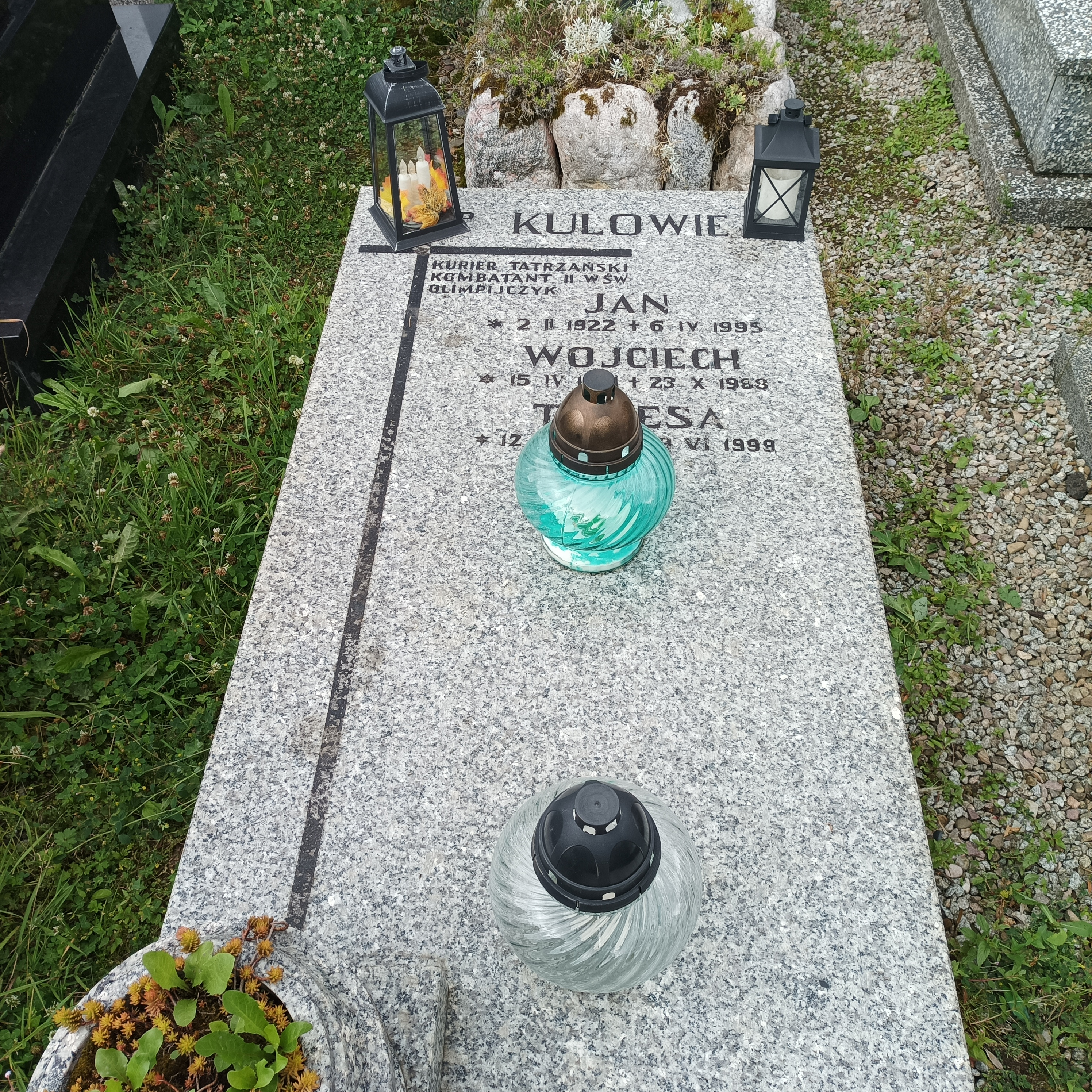
Grób Jana Kuli na Nowym Cmentarzu w Zakopanem

## Osiągnięcia

### Igrzyska olimpijskie
| 1948 Sankt Moritz | – | 33. miejsce |

#### Starty J. Kuli naigrzyskach olimpijskich– szczegółowo
| Miejsce | Dzień    | Rok  | Miejscowość  | Skocznia       | Konkurs  | Skok 1 | Skok 2 | Nota      | Strata   | Zwycięzca      |
| ------- | -------- | ---- | ------------ | -------------- | -------- | ------ | ------ | --------- | -------- | -------------- |
| 33.     | 7 lutego | 1948 | Sankt Moritz | Olympiaschanze | indywid. | 49,0 m | 59,0 m | 184,5 pkt | 43,6 pkt | Petter Hugsted |

### Mistrzostwa świata
| 1939 Zakopane | – | 11. miejsce |

### Turniej Czterech Skoczni
| 5. Turniej Czterech Skoczni |           |                        |               |       |
| Oberstdorf                  | Innsbruck | Garmisch-Partenkirchen | Bischofshofen | klas. |
| 33                          | 43        | 38                     | 34            | ?     |

### Sukcesy krajowe
- 2-krotny mistrz Polski w skokach: 1947, 1950
- 4-krotny wicemistrz Polski w skokach: 1939, 1948, 1953, 1954
- 2-krotny brązowy medalista MP w skokach: 1949, 1952
- wicemistrz Polski w kombinacji: 1951
- 6-krotny zwycięzca konkursów skoków podczas Memoriału Bronisława Czecha i Heleny Marusarzówny: 1947–1954
- Puchar Tatr: 2. miejsce (w skokach i w kombinacji)